# Charles III de Créquy
Pour les articles homonymes, voir Famille de Créquy, Créquy (homonymie), Charles III et Blanchefort.
Charles III de Blanchefort-Créquy, né le 24 mars 1624, mort à Paris, paroisse Saint-Sulpice, le 13 février 1687, chevalier, marquis de Créquy, prince puis duc de Poix , Pair de France, dit le « duc de Créquy », est un aristocrate, militaire et diplomate français du XVIIe siècle.

## Biographie
Charles III (de Blanchefort) de Créquy est le fils aîné de Charles (II) (de Blanchefort) de Créqui (mort en 1630), prince de Poix, et d'Anne de Beauvoir du Roure ; le petit-fils du maréchal Charles II de Blanchefort-Créquy (v. 1575-1638) ; et l'arrière-petit-fils du maréchal François de Bonne de Lesdiguières (1543-1626), dernier connétable de France.
Charles sert comme capitaine au régiment de Gramont cavalerie dans les armées royales pendant la guerre de Trente Ans, de 1642 à 1645. Il sert en particulier à la bataille de Rocroi, au siège de Thionville. En 1643, il est nommé premier gentilhomme de la Chambre du Roi.
En 1646, il sert en Italie, puis commande en 1649.la cavalerie à l'armée de Catalogne.
Après le siège d'Orbitello (1646), il est promu maréchal de camp (1649), puis lieutenant-général des armées du roi (1651).
Pour le remercier de ses bons et loyaux services pendant la minorité du roi, la reine Anne d'Autriche et le cardinal Mazarin le firent comte de Créquy et l'élèvent à la dignité de pair de France en 1652.
En 1660, il est chargé de porter les présents de Louis XIV à sa future épouse, l'infante Marie-Thérèse d'Autriche.
Par la suite, ce fut en faveur de Charles III que le roi Louis XIV érigea la terre de Poix en duché-pairie, par lettres patentes données à Melun au mois de juin 1662, enregistrées au Parlement de Paris, le 15 décembre 1663, en vertu des lettres de surannation (en péremption d'un précédent acte) du 11 du même mois, et en la chambre des comptes, le 12 avril 1677.
Cette pairie fut éteinte après la mort de sa fille unique Madeleine de Créquy qui avait épousé Charles Belgique Hollande de La Trémoille. Le duché-pairie comprenait la ville de Poix, la vicomté d'Esquennes, la châtellenie d'Agnières, les terres et seigneuries d'Arnehou, Blangy, Cempuis, Croixrault, Eramecourt, Escantu, Essilières, Frettemolle, Hélincourt, la Rue Notre-Dame, Saint-Clair et Vandricourt.
Louis XIV le nomme son ambassadeur à Rome de novembre 1661 à septembre 1662 et de juin 1664 à avril 1665.
Étant ambassadeur à Rome en 1662. Il y fut insulté par la garde corse du pape Alexandre VII (issu du parti pro-autrichien), celle-ci tirant sur son hôtel, tout en blessant les gens et valets de la duchesse de Créquy (duchesse de Poix). Un des pages de l’ambassadeur fut également tué. Louis XIV exigea que le gouverneur de Rome, neveu du pape, vînt en personne lui faire des excuses pour cette insulte et qu'une pyramide fût élevée à Rome en souvenir de la réparation.
En 1667, il sert au siège de Tournai.
De 1660 à 1687, il est également grand-bailli d'Hesdin, ville située non loin de son château de Fressin.
En 1676, Louis XIV le nomme gouverneur de Paris, jusqu'à sa mort, et en 1677 ambassadeur extraordinaire à Londres.
En 1680, il est chargé de porter des cadeaux à Munich à la princesse Marie Anne de Bavière, future dauphine, et de l'accompagner dans sa venue en France pour son mariage. Il était aussi premier gentilhomme de la chambre du Roi.

### Distinction
- chevalier des ordres du Roi (1661)

### Patrimoine immobilier
Le duc de Créquy s'est fait construire un hôtel quai Malaquais. Lorsque Louis XIV montra des velléités de quitter le Louvre pour un château royal proche de la capitale, Créquy acheta un hôtel particulier dans chacune des trois villes de Fontainebleau, Saint-Germain-en-Laye et Versailles, afin d'être sûr de disposer d'un logement à proximité de la cour. Il séjournait également dans ses châteaux de Créquy, Poix, Fressin, Pont-Rémy, Canaples et Méoliens.

### Mariage et descendance
Charles III de (Blanchefort) Créquy épouse à Paris, paroisse Saint Nicolas des Champs, le 22 juin 1653, Anne Armande de Saint Gelais de Lansac, dite de Lusignan, dame d'honneur et du Palais de la Reine, fille de Gilles de Saint Gelais, dit de Lusignan, marquis de Lansac, marquis de Ballon, conseiller du Roi en ses conseils d'État et privé, et de Marie de La Vallée-Fossez, marquise d'Everly. Elle meurt le 10 août 1709 à Paris, paroisse Saint Sulpice, avant d'être inhumée avec son époux dans l'église du couvent des .Capucines. 
De ce mariage, une fille unique :
- Madeleine de (Blanchefort) Créquy, morte à Paris, paroisse Saint Sulpice, le 11 août 1707, mariée en 1675 avec Charles Belgique Hollande de La Trémoille, 5e duc de Thouars (1655-1709), dont postérité.

### Décès et sépulture

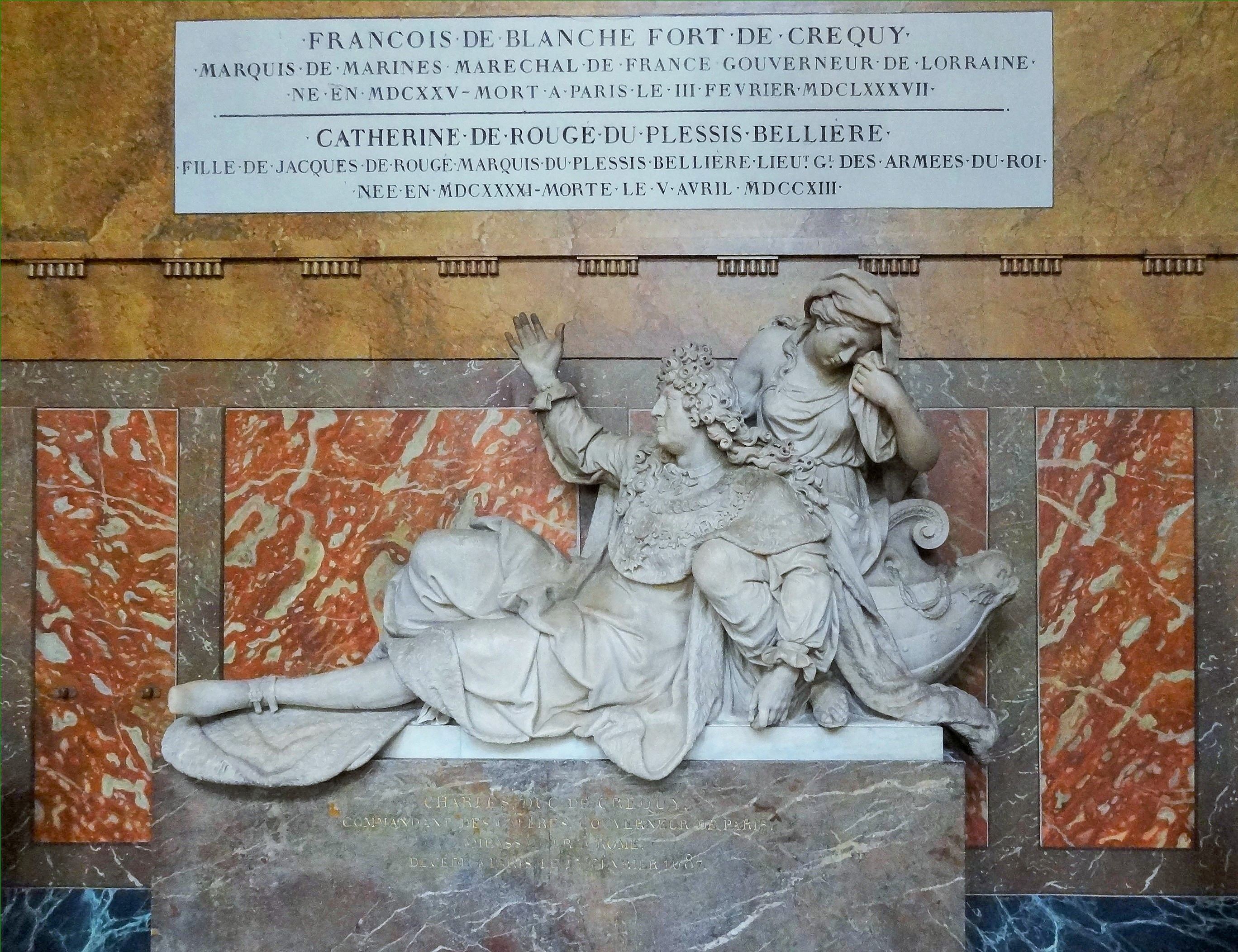
Restes du tombeau du duc Charles III de Créquy (attribué par erreur à son frère le maréchal de Créquy) dans la chapelle des sculptures de l'église Saint-Roch, à Paris.

Le duc de Créquy meurt le 13 février 1687 à Paris, en son hôtel du quai Malaquais. 
Il est inhumé dans la chapelle du Couvent des Capucines de la Place Vendôme, dans une chapelle située sur la gauche de la nef, faisant face au monument funéraire du marquis de Louvois. 
Son monument funéraire, conçu par Jules-Hardouin Mansart, était sculpté par Simon Hurtrelle et Pierre Mazeline. Le duc y est figuré assis, soutenu, derrière lui, par l'Espérance. Trois génies, tenant des flambeaux, présentaient, dans la partie supérieure, son épitaphe. Deux statues, incarnant l'Abondance et la Religion, ornaient, dans la partie inférieure,  les deux côtés du grand soubassement, aux armoiries de la Maison de Créquy .
A la Révolution, cette chapelle fut détruite et le monument funéraire démonté. Son aspect n'est plus connu, aujourd'hui, que par des gravures.

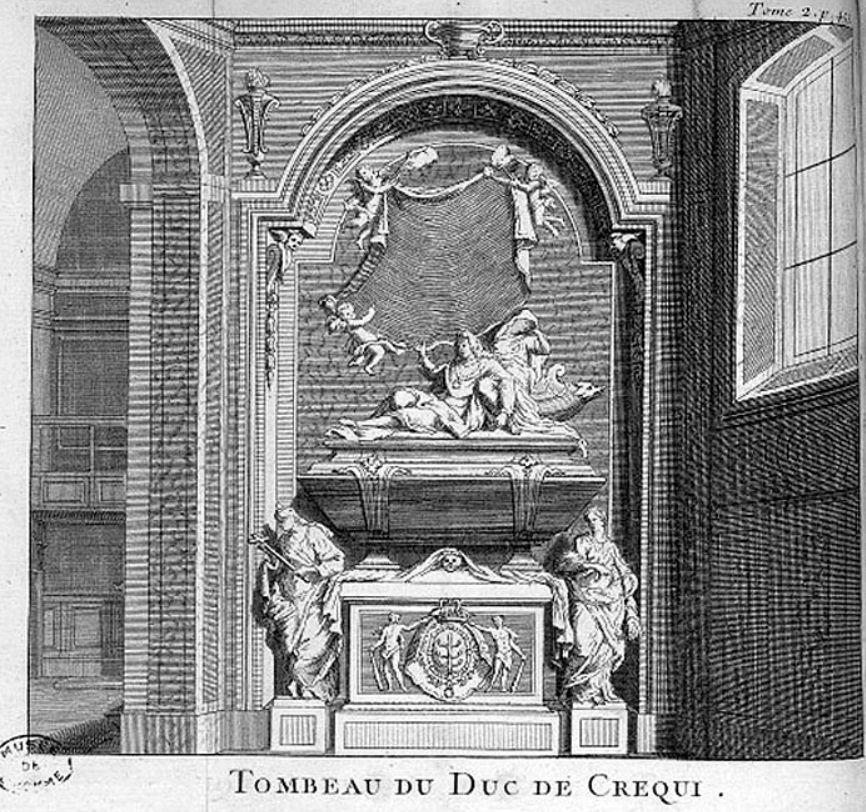
Tombeau du duc de Créquy, dans l'église (disparue) du Couvent des Capucines, à Paris, place Vendôme.

La partie centrale, représentant le duc assis, revêtu de son collier de chevalier des ordres du Roi, en a été, seule, remontée dans l'église Saint-Roch, avec le buste sculpté par Antoine Coysevox, de son frère, le maréchal de Créquy. Tous deux sont décédés la même année, à quelques jours d'intervalle.                                     
Ces deux pièces de sculpture sont toujours visibles dans l'église Saint-Roch.

### Sources
- Charles de Moüy, Louis XIV et le Saint Siège - L'Ambassade du duc de Créquy - 1662-1665, 1893, Paris, Librairie Hachette, tome premier, X-484 pages, tome second, 432 pages ;
- Christophe Levantal, Ducs et Pairs et Duchés-pairies laïques à l'époque moderne (1519-1790), 1996, Paris, Maisonneuve & Larose, p. 560-562 & 929-930.

Cet article comprend des extraits du Dictionnaire Bouillet. Il est possible de supprimer cette indication, si le texte reflète le savoir actuel sur ce thème, si les sources sont citées, s'il satisfait aux exigences linguistiques actuelles et s'il ne contient pas de propos qui vont à l'encontre des règles de neutralité de Wikipédia.
- Notices d'autorité :   - VIAF
  - ISNI
  - BnF (données)
  - IdRef
  - GND
  - Pays-Bas
  - Pologne
  - Vatican